# Río Chico (afluente del Guadalfeo)
El río Chico es un río español de la provincia de Granada, en Andalucía. Nace en Sierra Nevada, entre los términos municipales de Cáñar y Soportújar y desemboca en el río Guadalfeo, en el término municipal de Órgiva. Se trata de un río de marcado carácter nivopluvial y torrencial.

## Recorrido
El río Chico nace entre los picos de Cerrillo Redondo, del Tajo de los Machos y de Las Alegas, a más de 2.600 metros de altitud. Desciende entre los términos municipales de Cáñar y Soportújar, cruzando el puente Don Poli entra en el término municipal de Órgiva, pasa junto a la pedanía de Bayacas y posteriormente junto al pueblo de Órgiva, para finalmente desembocar en el río Guadalfeo a 300 metros de altitud. Lo que supone salvar un gradiente altitudinal negativo de 2.300 metros, aproximadamente, en sólo 15,3 kilómetros de recorrido, gran parte del mismo en los primeros 9,4 kilómetros.

## Cuenca hidrográfica
La cuenca del río Chico delimita con la cuenca del río Poqueira y la del río Seco al este, con la cuenca del río Lanjarón y la del río Sucio al oeste, con la Loma de Cáñar al norte y con el río Guadalfeo al sur, ocupando una superficie de 29,44 km². Realmente está considerada como una subcuenca de la cuenca del Guadalfeo.

## Régimen hidrológico
El caudal del río Chico depende en gran medida de los aportes que en su cuenca se den, principalmente en forma de precipitaciones líquidas o sólidas (estas últimas durante el período de deshielo), dichas precipitaciones son irregulares en el tiempo, pudiéndose registrar episodios de grandes lluvias en poco tiempo y largos períodos de sequía, por lo que es un río de marcado carácter nivopluvial y torrencial. Muestra una diferencia de caudal importante entre los meses húmedos de invierno y primavera, y los meses secos de verano, durante el estío el río se seca en su curso final, a partir del Puente de Don Poli, debido en gran parte también a las acequias que de él se llevan el agua para uso agrícola.

### Crecidas
La crecida más recordada por los habitantes de sus riberas, es la acontecida el 26 de julio de 1860, conocida como la "Tormenta de Santa Ana". Aquel día la anchura del río Chico pasó de ser de casi 2 metros a un río de 200 metros de anchura, el pueblo de Barjas situado en el Barranco de Barjas desapareció debido a los corrimientos de tierras, y el río cubrió con gran cantidad de lodo y rocas de gran tamaño todo su cauce hasta llegar a su desembocadura en el río Guadalfeo, la gran cantidad de material arrastrado por el Río Chico no sólo hizo desaparecer el pueblo de Barjas, también sepultó molinos y casas, y obligó al río Guadalfeo a elevar su rasante, el puente sobre el Guadalfeo situado en la carretera entre Órgiva y Motril quedó sepultado, debiendose construir un nuevo puente el Puente de los Siete Ojos, aún en servicio, sobre aquel que quedó enterrado entonces.
Sin embargo, ha habido más crecidas a lo largo del tiempo, el 24 de diciembre de 2009, fue la última vez en la que el río Chico se salió de su cauce, entonces los cortijos de la Vega de Bayacas y el núcleo principal quedaron incomunicados por carril entre sí varios días debido a que el puente que los une quedó afectado.

## Usos del agua

### Agrícola
Gran parte de las parcelas de cultivo ubicadas en la cuenca son de regadío, y éstas se abastecen de agua a través de las numerosas acequias.

## Infraestructuras hidráulicas

### Acequias
Del Río Chico se "sacan" diferentes acequias como la acequia Almiar, la acequia Grande, la acequia de Soportújar, la acequia de Carataunas, la acequia de Bayacas y la acequia de Barjas, esta última se ha restaurado hace unos años tras estar abandonada.